# Víctor Ángel Becerra Castro
Víctor Ángel Becerra Castro (Cerinza, departament de Boyacá, 25 de setembre de 1972) va ser un ciclista colombià, que va combinar el professionalisme amb temporades com amateur. De la seva carrera destaca el bronze aconseguit al Campionat del món en ruta amateur de 1995. Malgrat que, en un principi, va quedar quart a la cursa per darrere de l'equatorià Pedro Álvaro Rodríguez, aquest va donar positiu en un control després de la cursa, i posteriorment se li va retirar la medalla.

## Palmarès
- 1997
  - Vencedor d'una etapa al Clásico RCN
- 1998
  - Vencedor d'una etapa a la Volta a Colòmbia
- 2004
  - Vencedor d'una etapa al Doble Copacabana GP Fides